# The Knot Garden
The Knot Garden (Labyrintträdgården) är en opera i tre akter med musik och text av Michael Tippett.

## Historia
Liksom alla Tippetts operor är också The Knot Garden fylld av symbolik, först och främst den labyrintträdgård, som titeln anspelar på och som enligt kompositören själv är själens labyrint. Operan är traditionellt uppdelat (i arior och ensembler), och dess korta speltid (sammanlagt ca 1 timme) tillsammans med användningen av populär musik (jazz och blues) gav operan en publik tillgänglighet som annars var ovanligt för samtida operor. The Knot Garden uruppfördes den 2 december 1970 på Covent Garden i London med Sir Colin Davis som dirigent.

## Personer
- Faber, civilingenjör (baryton)
- Thea, hans hustru, en trädgårdsmästare (dramatisk mezzosopran)
- Flora, deras myndling, en ung flicka (sopran)
- Denise, Theas syster, en frihetskämpe (soprano)
- Mel, en färgad författare (basbaryton)
- Dov, hans vite älskare, musiker (lyrisk tenor)
- Mangus, en psykoanalytiker (tenor)

## Handling
Thea och Faber är ett gift par i 30-årsåldern som har hand om Flora, en tonårsflicka med problem. De inbjuder psykoanalytikern Mangus att ta hand om Flora men han inser snabbt att det är Theas och Fabers äktenskap som behöver tas om hand. Mangus förbereder en terapistund baserad på Shakespeares drama Stormen: Faber spelar Ferdinand och Flora Miranda, och två homosexuella vänner, Mel och Dov, spelar Ariel och Caliban. Mangus spelar Prospero medan Thea inte är med.

### Akt I
Varje karaktär presenterar sig: Mangus försöker framkalla en storm, Thea och Faber båkar, Flora får hysteriska attacker, medan Mel och Dov förbereder det kommande terapisamtalet. Den kontrollerade situationen störs av Denises ankomst. Hon är Theas syster och en frihetskämpe på barrikaderna. Plågad av både fysisk och psykisk tortyr äcklas hon av det vackra hon ser framför sig.

### Akt II
Var och en uttrycker sina innersta känslor i en rad duetter. De två mest plågade själarna, Dov och Flora, tröstar varandra.

### Akt III
Mangus förbereder fyra charader som får alla att komma till insikt om sina problem. Bara Dov och Mangus förblir opåverkade. Mangus avbryter sessionen och ensemblen går fram till rampen och sjunger om hur mänskliga känslor och kvaliteter kan binda samman människorna med publiken.